# Stenocidnus flavicans
Stenocidnus flavicans är en skalbaggsart som beskrevs av Stefan von Breuning 1956. Stenocidnus flavicans ingår i släktet Stenocidnus och familjen långhorningar. Inga underarter finns listade i Catalogue of Life.